# ماغي وايلدروتر
ماغي وايلدروتر (بالإنجليزية: Maggie Wilderotter)‏، كان اسمها عند ولادتها هو ماري أغنيس سوليفان (بالإنجليزية: Mary Agnes Sullivan)‏، ولدت في 09 فبراير 1955 في نيو جيرسي، وهي رئيس مجلس الإدارة والرئيس التنفيذي لشركة فرونتير للاتصالات. انضمت للشركة (والتي كانت تعرف حينذاك باسم: سيتيزن لاتصالات) في عام 2004. وقبل عملها في شركة فرونتير، كانت تشغل منصب مدير تنفيذي في شركة مكاو الخلوية (في وقت لاحق عرفت بأسم إيه تي اند تي لاسلكي)، وكذلك في شركة مايكروسوفت. كما أنها عضوه في مجالس إدارة شركة زيروكس وشركة بروكتر أند غامبل،  وفي عام 2012، اختارت مجلة فورتشن، ماغي كواحدة من خمسين امرأة الأكثر نفوذا في قطاع الأعمال، وذلك لمدة أربع سنوات متوالية.

## بدايتها وعائلتها
ولدت ماغي في نبتون، نيو جيرسي عام 1955.وقد حصلت على شهادتها الجامعية في عام 1977 من كلية الصليب المقدس في ورشستر، ماساتشوستس، في الاقتصاد وإدارة الأعمال. شغلت منصب عضو في مجلس أمناء الكلية.
هي الشقيقة الصغرى لدينيس ماريسون، الرئيسة والمديرة التنفيذية لشركة حساء كامبل.

## السيرة الذاتية
التحقت ويلدروتر بعد الدراسة الجامعية بشركة «كابل داتا»، وهي شركة للتعهدات التجارية الخارجية لصناعة الكابلات. وبموافقتها طواعيةً كان لأباها -الذي كان يشغل منصب مدير مع AT&T- الدور الفعال في التأسيس لحياتها المهنية من خلال اتصالاته المتعددة في مجال صناعة الاتصالات السلكية واللاسلكية. غادرت «كابل داتا» بعد 12 عاماً لتلتحق بشركة «ماك كاو سيلولير» كنائب أول للمدير.
استمرت ويلدروتر مع "AT&T Wireless" بعد حصولها على «ماك كاو» كنائب الرئيس التنفيذي للعمليات ولاحقاً شغلت منصب الرئيس التنفيذي لـ«كلاريكوم» شركة اتصالات الملاحة الجوية وهي شركة فرعية من "AT&T". في العام 1997 غادرت شركة "AT&T" لتصبح الرئيس التنفيذي في شركة «وينك» للإتصالات والتي تم شراؤها من قبل «ليبيريتي ميديا» عام 2002. التحقت ويلدروتر بعدها بمايكروسوفت وشغلت منصب نائب مدير عمليات القطاع العام حول العالم من عام 2002 حتى 2004. وشغلت منصب الرئيس التنفيذي لسيتيزنس سنة 2004 وأصبحت مديرة الشركة عام 2006. بدلت سيتيزنز إسمها لفرونتير للإتصالات في العام 2008.